# Präsidentschaftswahl in Mosambik 2009
Durch die Präsidentschaftswahl in Mosambik 2009 wurde zum vierten Mal seit Beendigung des Mosambikanischen Bürgerkriegs in allgemeinen Wahlen ein Präsident für das südostafrikanische Land Mosambik bestimmt. Die Wahl fand am 28. Oktober 2009 zeitgleich mit den Parlamentswahlen und den erstmals durchgeführten Provinzwahlen statt.

## Die Kandidaten
April 2009 hatte das mosambikanische Verfassungsgericht (der Conselho Constitutional) die Bedingungen für die Zulassung zu einer Kandidatur festgelegt. Wichtigste Voraussetzung war dabei die Herbeibringung von mindestens 10.000 Unterschriften zur Unterstützung der Kandidatur einer bestimmten Person. Bis zum Stichtag 29. Juli hatten neun potentielle Kandidaten ihre Unterlagen eingereicht:
- Armando Guebuza (Frente da Libertação de Moçambique FRELIMO)
- Daviz Simango (Movimento Democrático de Moçambique, MDM)
- Afonso Dhlakama (Resistência Nacional Moçambicana, RENAMO)
- Yá-Qub Sibindy (Partido Independente de Moçambique, PIMO)
- Raul Domingos (Partido para a Paz, Democracia e Desenvolvimento, PDD)
- Khalid Sidat (Aliança Independente de Moçambique, ALIMO)
- Leonardo Cumbe (Partido Unido de Moçambique da Liberdade Democrática, PUMILD)
- José Ricardo Viana (União dos Democratas de Moçambique, UDM)
- Artur Ricardo Jaquene (Coligação União Eleitoral, Kooperation von Partidos Ecológico de Moçambique (PEMO) und Unidade Nacional (PUN))

Sechs Kandidaturen wurden nicht zugelassen, zumeist mit der Begründung, dass sie mit den gültigen Unterschriften unterhalb der Hürde von 10.000 Unterschriften blieben. Abgelehnte Bewerber bemängelten in diesem Zusammenhang, dass ihnen die Entscheidung über die Ablehnung ohne Einspruchsmöglichkeit mitgeteilt wurde. Im Vorfeld der Wahl hatte außerdem RENAMO kritisiert, dass insbesondere in den Gebieten, in denen RENAMO bei vergangenen Wahlen stark war, der Prozess der Registrierung der etwa einer halben Million neuen bzw. umgezogenen Wähler behindert worden sei.
Bestätigt wurden mit Armando Guebuza und Afonso Dhlakama die Kandidaten der beiden großen Parteien Mosambiks, FRELIMO und RENAMO. Mit Daviz Simango von der erst Anfang des Jahres gegründeten Partei Movimento Democrático de Moçambique trat erstmals in der kurzen Geschichte der Demokratie in Mosambik ein Präsidentschaftskandidat an, dem ein nennenswertes Ergebnis zugetraut wurde, obwohl er keiner der beiden Parteien angehört, die das politische Geschehen des Landes seit der Unabhängigkeit bestimmen. Siegeschancen wurden ihm allerdings von keinem Beobachter zugetraut.

## Ergebnisse
Der Regierungskandidat Armando Guebuza hat einen deutlichen Sieg mit etwa dreiviertel aller Stimmen errungen, Afonso Dhlakama errang mit 16,5 % der Stimmen nur die Hälfte seines  Ergebnisses von 2004 und Daviz Simango von der neu gegründeten MDM erhielt 8,5 %
| Ergebnisse der Präsidentschaftswahlen von 2009 | Ergebnisse der Präsidentschaftswahlen von 2009 | Ergebnisse der Präsidentschaftswahlen von 2009 | Ergebnisse der Präsidentschaftswahlen von 2009 |
| ---------------------------------------------- | ---------------------------------------------- | ---------------------------------------------- | ---------------------------------------------- |
| Kandidat                                       | Name seiner Partei                             | Stimmenzahl                                    | Ergebnis in Prozent                            |
| Armando Guebuza                                | Frente da Libertação de Moçambique (FRELIMO)   | 2 974 627                                      | 75,01 %                                        |
| Afonso Dhlakama                                | Resistência Nacional Moçambicana (RENAMO)      | 650 679                                        | 16,41 %                                        |
| Daviz Simango                                  | Movimento Democrático de Moçambique (MDM)      | 340 579                                        | 8,59 %                                         |
|                                                | Wahlbeteiligung 44,63 %                        | Gesamtzahl gültiger Stimmen: 4 406 093         |                                                |

Die RENAMO legte bei der Nationalen Wahlbehörde Beschwerde (CNE) gegen das Wahlergebnis ein. Die Sprecherin der RENAMO, Ivone Soares, kündigte an, dass die RENAMO die Parlamentssitzungen solange boykottieren werde, bis sie von der Nationalen Wahlbehörde eine befriedigende Antwort die eingereichte Beschwerde erhalte.
In der Provinz Nampula haben etwa 300 ehemalige RENAMO-Kämpfer nach der katastrophalen Wahlniederlage der RENAMO damit gedroht, den bewaffneten Kampf wieder aufzunehmen, falls das Wahlergebnis nicht annulliert würde. Ein Vertreter der RENAMO-Führung der Provinz bezeichnete diese Äußerungen als eine Entscheidung der Provinz Nampula, die sich aber bald auf andere Landesteile ausdehnen könnte.

## Demokratische Standards
Beobachter kritisieren bei beiden Wahlen in Mosambik eine klare Bevorteilung der Regierungspartei FRELIMO und Benachteiligung der neuen Partei MDM von Daviz Simango, die von der Wahl in neun der 13 Wahlbezirke mit formalen Argumenten ausgeschlossen war.
Wahlbeobachter der Europäischen Union beobachteten zahlreiche Unregelmäßigkeiten bei der Auszählung der Stimmen in den Wahllokalen; die Unregelmäßigkeiten würden aber die Wahlergebnisse nicht entscheidend beeinflussen.

## Kabinett
Armando Guebuza wurde am 14. Januar 2010 in Maputo zum Präsidenten der Republik Mosambik vereidigt. Er berief 28 Minister in sein Kabinett:
- Premierminister – Aires Bonifácio Baptista Ali
- Innenminister – Jose Condungua Pacheco
- Finanzminister – Manuel Chang
- Justizminister – Maria Benvinda Delfina Levi
- Minister für Bauplanung und Entwicklung – Aiuba Cuereneia
- Außenminister – Oldemiro Julio Baloi
- Verteidigungsminister – Filipe Jacinto Nyussi
- Umweltminister – Alcinda Abreu
- Landwirtschaftsminister – Soares Nhaca
- Gesundheitsminister – Alexandre Manguele; bis zum 8. Juni 2010 Paulo Ivo Garrido[10]
- Minister für Industrie und Handel – Antonio Fernando
- Minister für Wissenschaft und Technologie – Venancio Massingue
- Arbeitsminister – Maria Helena Taipo
- Minister für Verkehr und Kommunikation – Paulo Zucula
- Minister für öffentliche Bauvorhaben und Wohnungsbau – Cadmiel Muthemba
- Minister für den öffentlichen Dienst – Vitoria Diogo
- Minister für Tourismus – Fernando Sumbana Junior
- Minister für staatliche Verwaltung – Carmelita Namashalua
- Minister für Bodenschätze – Esperanca Bias
- Energieminister – Salvador Namburete
- Minister für Angelegenheiten der Veteranen – Mateus Oscar Kida
- Minister für Erziehung – Zeferino Martins
- Minister für Kultur – Armando Artur Joao
- Minister für Fischerei – Victor Manuel Borges
- Minister für Frauen und öffentliche Wohlfahrt – Iolanda Cintura
- Minister für Jugend und Sport – Pedrito Caetano
- Minister für besondere Aufgabenbereiche im Büro des Präsidenten – Antonio Fernandes Sumbana
- Minister für soziale Angelegenheiten – Feliciano Gundana
- Minister für Angelegenheiten des Parlaments, der Kommunen und Provinzen – Adeleaide Amurane